# Thundercat (Musiker)

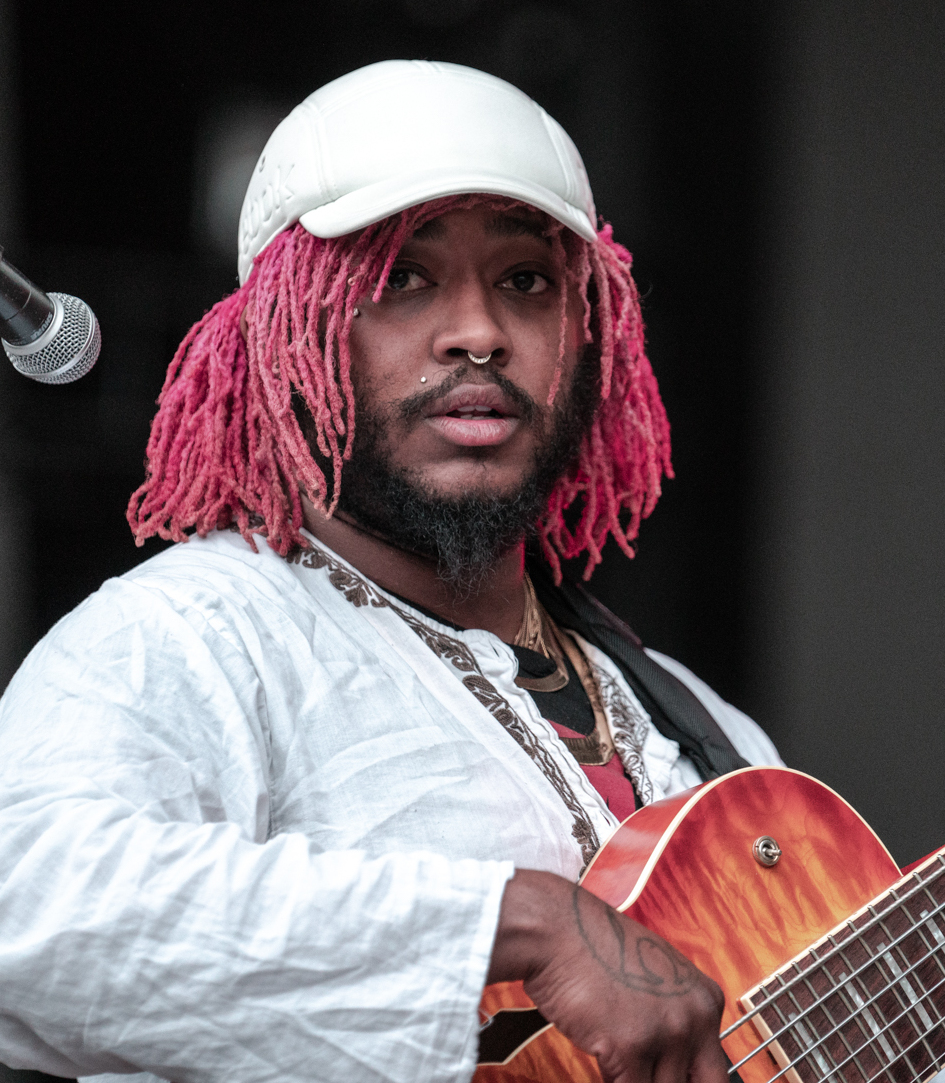
Thundercat (2018)

Thundercat (* 19. Oktober 1984, bürgerlich Stephen Lee Bruner) ist ein amerikanischer Bassist und Musikproduzent. Der aus Los Angeles stammende Musiker ist in verschiedenen Genres tätig, darunter Fusion, Hip-Hop und Electronica.

## Biografie
Thundercat ist der Sohn des Schlagzeugers Ronald Bruner Sr., der unter anderem bei The Temptations, Randy Crawford und Diana Ross tätig war. Sein älterer Bruder Ronald Bruner Jr. ist ebenfalls Schlagzeuger. Für den E-Bass als Instrument entschied sich Thundercat im Alter von vier Jahren. Als Einflüsse nennt er Jaco Pastorius, Stanley Clarke und Marcus Miller. Auch die Musik von John Coltrane, Joe Henderson, dem Mahavishnu Orchestra, Manhattan Transfer und The Cream prägte ihn in seiner Jugend.
Als Teenager war Thundercat zunächst Mitglied der Boygroup No Curfew. Als Bassist tourte er zudem mit Leon Ware. Gemeinsam mit seinem Bruder spielte er ab 2002 bei der Metal-Band Suicidal Tendencies. Daneben arbeitete er auch als Sessionmusiker für Snoop Dogg, Stanley Clarke, John Legend, Eric Benét u. a. Später war er an zwei Alben von Erykah Badu beteiligt.
Thundercat verbindet eine langjährige Freundschaft mit Flying Lotus, die in mehrere Kooperationen mündete, die ihm schließlich nachhaltig zum Durchbruch verhalfen. Auf Flying Lotus’ Album Cosmogramma von 2010 spielt sein Bassspiel eine tragende Rolle; daneben tritt er auch als Sänger in Erscheinung. Auch auf den Nachfolgealben Until the Quiet Comes und You’re Dead nimmt Thundercat eine wichtige Funktion ein. Flying Lotus ermutigte ihn schließlich dazu, als Bandleader zu agieren und veröffentlichte Thundercats Soloalben The Golden Age of Apocalypse und Apocalypse auf seinem Label Brainfeeder. Die Alben sind von Fusion und Soul beeinflusst, enthalten aber auch elektronische Elemente.
Im Jahr 2015 spielte Thundercat als Bassist und Produzent eine zentrale Rolle auf Kendrick Lamars Album To Pimp a Butterfly, das Platz 1 in den amerikanischen Charts erreichte und von der Kritik durchgängig gelobt wurde. Auch an Kamasi Washingtons Album The Epic war er beteiligt. Im Juni des gleichen Jahres veröffentlichte Thundercat seinerseits die EP The Beyond / Where the Giants Roam, auf der Herbie Hancock und Kamasi Washington Gastauftritte haben. Sie ist zum Teil geprägt von der Trauer um den früheren Mitmusiker Austin Peralta, mit dem Thundercat eine persönliche Freundschaft verband.

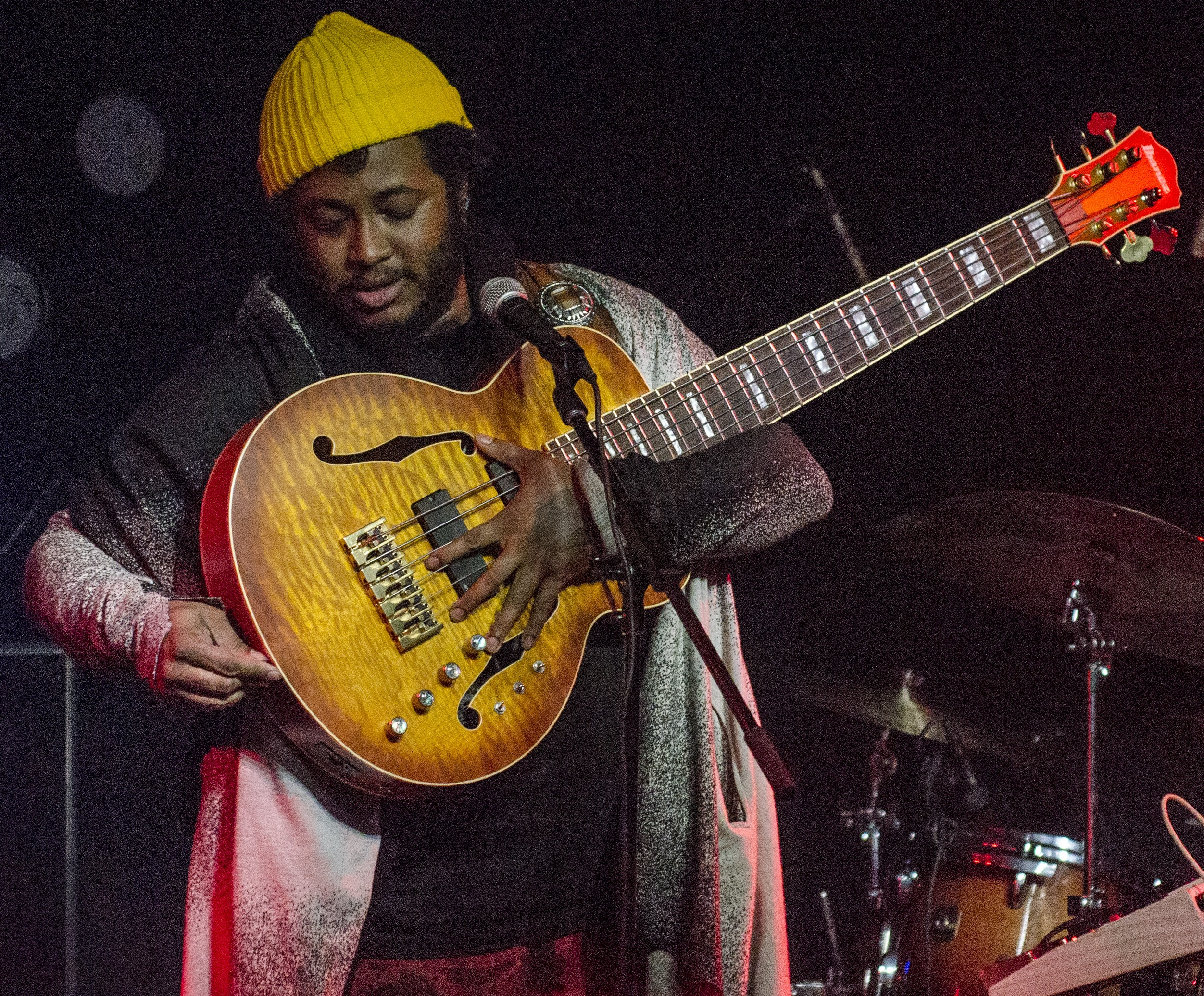
Thundercat (2015)

2016 spielte Thundercat auf dem Album The Divine Feminine von Mac Miller, dessen Lieblingsbassist er war. 2017 erschien mit Drunk Thundercats bis dahin erfolgreichstes Soloalbum. Die von der Kritik insgesamt positiv aufgenommene Produktion steht nach Aussage des Bassisten unter dem Einfluss von Kendrick Lamar, der hier auch als Gastmusiker auftritt. Andererseits betonte Thundercat aber, kein durchweg politisches Album in der Art Lamars produzieren zu wollen: Während die Rassismusdebatte, die sich um die Kampagne Black Lives Matter und die Musik des Rappers ranke, eine gesellschaftliche Realität widerspiegele, wolle er nicht ausschließlich in diesem Kontext wahrgenommen werden. Das Magazin Pitchfork betonte die Leichtigkeit und Verspieltheit, die Drunk von seinen Vorgängeralben unterscheide, ohne dass dabei jedoch der Bezug zu den ernsthafteren Themen verlorengehe. 2018 spielte er auf Swimming, dem letzten Album des US-amerikanischen Rappers Mac Miller, die Titel Come Back to Earth und die zweite Singleauskopplung What’s the Use des Albums ein.
Der Nachfolger zu Drunk war im Jahr 2020 das Album It Is What It Is mit Gastbeiträgen unter anderem von Steve Arrington, Steve Lacy und Donald Glover. Der Internet-Radiosender ByteFM verortet die Platte zwischen musikalischen Bezügen auf Fusion-Jazz, Soul, Frank Zappa und Pink Floyd sowie popkulturellen Referenzen aus Thundercats Jugend (wie etwa die Anime-Serie Dragonball).
Zudem wirkte Thundercat auf dem im Jahre 2021 erschienenen Album An Evening With Silk Sonic des Musikprojekts Silk Sonic von Bruno Mars und Anderson Paak mit und begleitete im Sommer 2022 die Funk-Alternative-Band Red Hot Chili Peppers auf ihrer Welttournee zu dem Album Unlimited Love. Zu hören ist er auch auf Kamasi Washingtons Album Fearless Movement (2024).

## Diskografie

### Eigene Alben
- The Golden Age of Apocalypse (2011)
- Apocalypse (2013)
- Drunk (2017)
- It Is What It Is (2020)

### EPs
- The Beyond / Where the Giants Roam (2015)

### Als Sideman
- Young Jazz Giants: Young Jazz Giants (2004)
- Erykah Badu: New Amerykah Part One (4th World War) (2008)
- Erykah Badu: New Amerykah Part Two (Return of the Ankh) (2010)
- Flying Lotus: Cosmogramma (2010)
- Flying Lotus: Until the Quiet Comes (2012)
- Flying Lotus: You’re Dead! (2014)
- Kendrick Lamar: To Pimp a Butterfly (2015)
- Kamasi Washington: The Epic (2015)
- Mac Miller: The Divine Feminine (2016)
- Cameron Graves: Planetary Prince (2017)
- Mac Miller: Swimming (2018)
- Silk Sonic: An Evening with Silk Sonic (2021)
- Domi & JD Beck: Not Tight (2022)

### Singles (Auswahl)
- Them Changes (2017, UK: Gold, US: Platin)
- Funny Thing (2020, UK: Silber, US: Platin)

## Auszeichnungen für Musikverkäufe
| Goldene Schallplatte - Neuseeland - 2024: für das Album Drunk |

| Land/RegionAuszeichnungen für Musikverkäufe (Land/Region, Auszeichnungen, Verkäufe, Quellen) | Silber     | Gold     | Platin     | Verkäufe  | Quellen          |
| -------------------------------------------------------------------------------------------- | ---------- | -------- | ---------- | --------- | ---------------- |
| Neuseeland (RMNZ)                                                                            | —          | Gold1    | —          | 7.500     | radioscope.co.nz |
| Vereinigte Staaten (RIAA)                                                                    | —          | —        | 2× Platin2 | 2.000.000 | riaa.com         |
| Vereinigtes Königreich (BPI)                                                                 | 2× Silber2 | Gold1    | —          | 800.000   | bpi.co.uk        |
| Insgesamt                                                                                    | 2× Silber2 | 2× Gold2 | 2× Platin2 |           |                  |

## Künstlerauszeichnungen
- Grammy Awards
  - 2016: in der Kategorie Best Rap/Sung Performance für „These Walls“ (Kendrick Lamar feat. Bilal, Anna Wise & Thundercat)
  - 2021: in der Kategorie Best Progressive R&B Album für „It Is What It Is“

## Belege
1. ↑  Geburtenindex Kalifornien 1905–1995 (engl.)
2. 1 2 3  Frannie Kelley: Thundercat On Making Music Outside The Lines, National Public Radio, 20. Juli 2013, abgerufen am 7. April 2015
3. 1 2  Thundercat, Laut.de, abgerufen am 7. April 2015
4. ↑  Jeff Weiss: Meet Thundercat, the Jazz-Fusion Genius Behind Kendrick Lamar's ‘Butterfly’, Rolling Stone, 2. April 2015, abgerufen am 7. April 2015
5. ↑  Daniel Gerhard: The Beyond / Where The Giants Roam (Memento vom 19. September 2015 im Internet Archive), Spex, 1. Juli 2015, abgerufen am 20. November 2015
6. 1 2  Hannah Ellis-Petersen Thundercat on breakout album Drunk, laughing at racism – and his 'sexy cat', Tron, Guardian am 13. April 2017, abgerufen am 3. Juli 2017
7. ↑  Review in Pitchfork, 27. Februar 2017, abgerufen am 3. Juli 2017
8. ↑  Thundercat - „It Is What It Is“ (Rezension) – ByteFM. In: ByteFM Blog – News und Rezensionen aus unserer Redaktion. 7. April 2020, abgerufen am 18. April 2020 (deutsch).
9. 1 2  Chartquellen: DE AT CH UK US

| Personendaten    | Personendaten                                          |
| ---------------- | ------------------------------------------------------ |
| NAME             | Thundercat                                             |
| ALTERNATIVNAMEN  | Bruner, Stephen Lee (wirklicher Name); Bruner, Stephen |
| KURZBESCHREIBUNG | US-amerikanischer Bassist und Musikproduzent           |
| GEBURTSDATUM     | 20. Jahrhundert                                        |